# St. Kilian (Effelder)

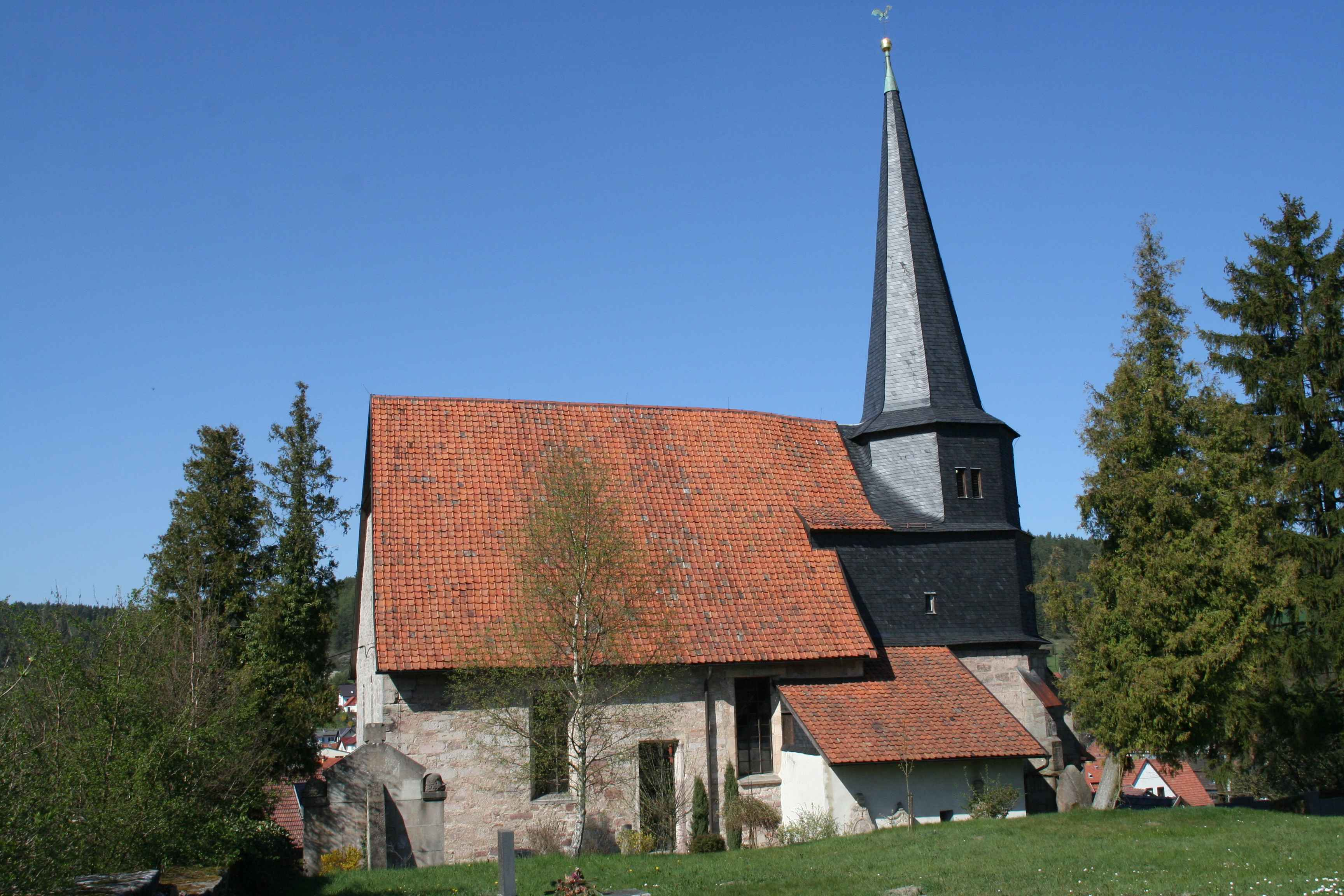
Evangelische Kirche Effelder

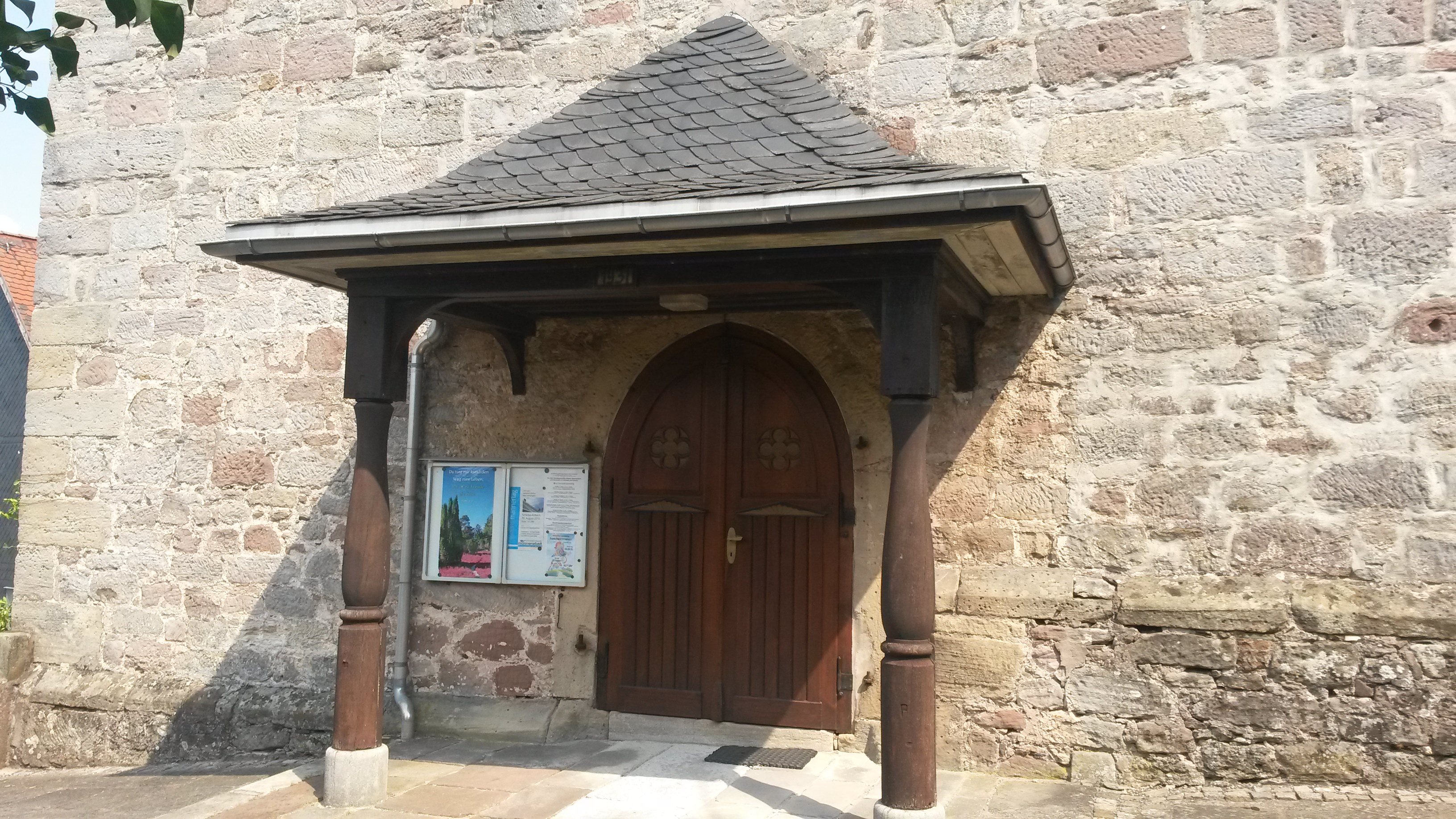
Portal

Die evangelisch-lutherische Kirche St. Kilian steht in Effelder, einem Ortsteil der Gemeinde Frankenblick im Landkreis Sonneberg (Thüringen). Die denkmalgeschützte Saalkirche ist aufgrund ihrer exponierten Lage auf einer Spornspitze ortsbildprägend.

## Gemeinde
Wohl im 11. Jahrhundert gründeten die Grafen von Schweinfurt in Effelder eine Eigenkirche, die dem Sprengel der Urpfarrei in Fechheim zugeordnet war. Nach einer 1069 bzw. 1071 datierten urkundlichen Erwähnung soll die Markgräfin Alberada von Schweinfurt Effelder mit einer Kapelle dem Kloster Banz als Erstausstattung geschenkt haben. Die Inkorporation erfolgte jedoch erst 1242. Die Gründungsurkunden des Benediktinerklosters sind allerdings teilweise im 12. Jahrhundert gefälscht worden. 1148 wurde die Effelder Kapelle als Kirche bezeichnet, für die 1232 ein Pfarrer dokumentiert ist, der auch für Mupperg zuständig war. Eine Lehenurkunde vom 30. November 1523 ist das älteste schriftliche Dokument der Pfarrei. 1528 ist das Patrozinium St. Kilian belegt.
Im späten Mittelalter wurde Effelder eine eigenständige Pfarrei, zu der 18 Dörfer gehörten. Der Sprengel umfasste auch die späteren eigenständigen Pfarreien Steinach bis 1660, Mengersgereuth bis 1726 und die 1903 abgetrennte Filialkirche Meschenbach. Heute gehören zur Kirchgemeinde die Orte Effelder, Seltendorf, Welchendorf, Rückerswind und Döhlau.

## Baugeschichte
Romanischen Ursprungs sind das westliche Chorjoch und der östliche Teil des Langhauses der ursprünglichen Wehrkirche. Die südlich angebaute Sakristei ist jünger. In der zweiten Hälfte des 14. Jahrhunderts entstand im Rahmen einer Erweiterung der Chor und ein größeres Langhaus. Der heutige Turmoberbau wurde 1648 errichtet, nachdem 17 Jahre zuvor ein Blitzschlag das Dach des über dem Chor stehenden Turmes zerstört hatte. Im Jahr 1667 erhielt der Innenraum neue Emporen und eine frühbarocke Ausmalung, die 1696 unter anderem mit einem weißen Anstrich und einer Bemalung der Emporenbrüstungen mit biblischen Geschichten und 1743 überarbeitet wurde. 1789 wurde eine Turmuhr mit Uhrwerk eingebaut. Die heutige neugotische Fassung des Innenraums entstand 1892 bei größeren Umbau- und Renovierungsmaßnahmen. Dabei wurden auch die biblischen Bilder an den Brüstungen der Emporen überstrichen. In den 1990er Jahren wurden unter anderem der Chorraum restauriert, der Dachstuhl und die Dächer des Kirchenschiffes sowie des Turmes instand gesetzt. Im Jahr 2006 folgte ein Innenanstrich.

## Architektur
Das Langhaus der Saalkirche hat ein Satteldach, auf den Längsseiten rechteckige Fenster und im Westen sowie Süden die Zugänge. Im Osten befindet sich der Altar in dem eingezogenen, polygonal geschlossenen Chor. Der Chor ist der Unterbau des verschieferten, achteckigen Kirchturms, der 31,5 Meter hoch ist und einen Spitzhelm hat. Im von einer Balkendecke überspannten Langhaus stehen zweigeschossige Emporen entlang der Nord- und Südseite. Die Westseite ist durch die eingeschossige Orgelempore gekennzeichnet. Ein Triumphbogen trennt das Langhaus vom erhöhten Chorbereich, der im Westen aus einem Chorjoch mit einem Kreuzgratgewölbe und im Osten aus dem Chorraum mit einem Kreuzrippengewölbe mit zwei bemalten Schlusssteinen besteht. Die spitzbogigen Chorfenster sind zweiteilig und weisen gotisches Maßwerk auf. Die Sakristei hat ein Tonnengewölbe und an der Nordseite eine Piscina.

## Ausstattung

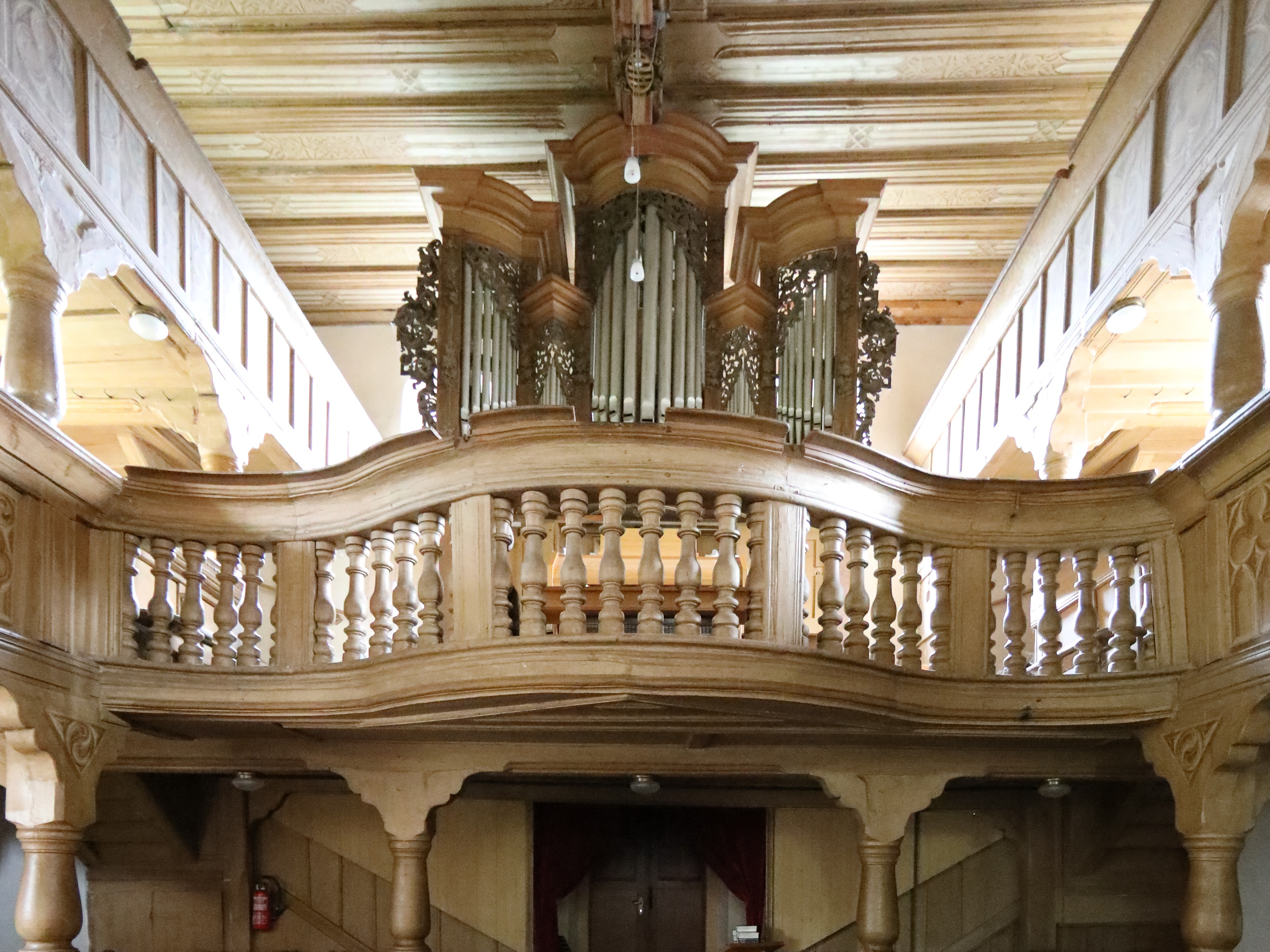
Orgel

Die Kanzel stammt aus dem 17. Jahrhundert und wurde 1892 neu gefasst. Sie ist auf einer gewundenen Säule mit einem ionischen Kapitell angeordnet und hat einen Schalldeckel mit einer Christusfigur. Das neugotisch gestaltete Taufbecken aus Sandstein entstand im Jahr 1892. Der mit neugotischem Blendmaßwerk verzierte steinerne Altar wurde 1926 aufgestellt. Das Kruzifix fertigte 1892 die Schalkauer Fachschule für Zeichnen, Holzschnitzen und Modellieren. Das Buntglasfenster mit der Kreuzigung Christi stammt aus dem Jahr 1914, die beiden anderen mit Darstellungen von Luther und St. Kilian aus dem Jahr 1983.
Die Orgel wurde vom hildburghäusischen Hoforgelmacher Johann Christian Dotzauer im Jahr 1740 gebaut und 1747/48 von der Gemeinde erworben. Bei dem zweimanualigen, mit ursprünglich 15 Registern versehenen Instrument sind die Werke in der Orgel nicht übereinander, sondern hintereinander platziert. Neufassungen erfolgten 1782 und 1892, Reparaturen und Umbauten unter anderem 1841, 1845 und 1860 durch Georg Christoph Hofmann aus Neustadt. Heute (Stand: 2013) ist die Orgel nicht bespielbar.
Im Kirchturm hängen drei Glocken. Dies sind eine Stahlglocke vom Bochumer Verein aus dem Jahr 1923, eine mittlere Bronzeglocke von 1470 mit der Inschrift: „Gloria in excelsis deo“ und die kleine Bronzeglocke, die 1710 bei Paulus Seeger in Gotha gegossen wurde, 1922 nach Effelder kam und die Inschrift: „Mein Klang soll jedermann zum Kirchengehn bewegen, wer kommt, hört Gottes Wort und bringt davon viel Segen“ trägt.
Unter dem Chorraum ist die Gruft für Wolf Christoph von Schaumberg, gestorben 1607. Die Grabplatte mit dem Familienwappen steht heute, wie auch die seiner zweiten Gattin, im Langhaus.
An der südlichen Kirchenaußenwand befinden sich Grabsteine verschiedener Pfarrer. Südlich der Kirche sind noch Reste der ehemaligen Umwehrung in Form einer Bruchsteinmauer vorhanden.